# Серски панаир
Серският панаир, наричан още Керван-панаир, е търговски панаир, провеждан в миналото в град Сяр, Егейска Македония.

## Дати на провеждане
Серският панаир е откриван през февруари – според някои данни на 11, а според други – на 15 и продължава 22 дни. Съществуват и сведения, че се е провеждал около Великден.

## Стопанско значение
Според Васил Кънчов панаирът придобива известност през XVIII век.
През XIX век панаирът в Сяр е един от най-големите ежегодни панаири в Македония.
През 1845 година стойността на стоките на панаира възлиза на 603000 форинта, а през 1846 година – на 16000000 форинта. В следващите години тези цифри непрекъснато се увеличават.
През 1851 година в съобщение в „Цариградски вестник“ се отбелязва:
| „ | Нека си представиме 2505 или 3000 дюкени, положени между Керван-хан и градски чаршии, вси украшени сос богати стоки и едно стечение от безчислений свет, който ся е собрал от разни градове и окрестни села и ще разумееме живото движение на серскиат панаир. | “ |

Наемът на магазините по време на панаира достига до 4000 – 5000 пиастри.
В 1860 година оборотът на Серския панаир са изчислява на 10 милиона пиастра, голямата част от които се формират от продажба на британски и австрийски стоки. От местните стоки през този период най-голям пазар намира суровият памук от Сярското поле и региона, както и гайтани от Тракия, шаяци от Ахъчелебийско, аби от Родопите, железарски изделия и други.
Руският консул в Битоля, Михаил Хитрово, пише през 1861 година, че това е най-значимият панаир в Македония. Две години по-късно австрийският вицеконсул в Битоля, Франц фон Зелнер, поставя Серския панаир на първо място по значение в Европейска Турция, следван от Узунджовския и Прилепския.
През 1867 година на панаира широко са застъпени текстилни, стъкларски, железарски, манифактурни и други стоки от Швейцария, Англия, Австрия, Белгия и Франция.

За Серския панаир възрожденският деец Стефан Салгънджиев пише следното в спомените си:
| „ | Трѣба да спомена, че на тоя ежегоденъ панаиръ сѫ се срѣщали източната промишленность съ западната за взаимна размѣна. На него при идвали търговци и промишленници не само отъ европейска и азиатска Турция, Грьция, Сърбия, България, Румѫния и Босна, но и отъ цѣла Австрия и Германия. Най голѣма търговия на тоя панаиръ се извършвала съ аби, гайтани, шаеци, сурови кожи, сахтияни, памукъ, коприна, пашкули, тютюнъ и пр. и пр. донасяни за продань отъ Пловдивъ, Т.-Пазарджикъ, Карлово, Калоферъ, Сопотъ, Габрово, Трѣвна, Неврокопъ, Ахѫ-Челебийско, Дарѫ-дере, Прилѣпъ, Охридъ и другѫдѣ, освѣнъ памука и тютюни, които сѫ повечето Сѣрско и Драмско произведение. | “ |

След 70-те години на XIX век поради подобрените транспортни връзки в Османската империя и поради други фактори икономическото значение на Сяр като център на панаирната търговия намалява. През 1891 година Георги Стрезов пише, че по това време панаирът прави оборот до 50000 турски лири. В 1893 година Атанас Шопов констатира:
| „ | И днес още старите хора с възхищение си спомнюват ония богати и блажени времена, когато около Сяр се е събирал тежък панаир, на когото са дохождали важни търговци от далечни краища. Цяла Румелия и Албания са се снабдявали със стоки на Серския панаир. Ниш, София, Призрен, Битоля, Пловдив, Солун и пр. са дохождали веднъж в годината, на панаира, да се поклонят на Сяр. Сега обаче, от тоя знаменит Серски панаир и следи не са останали. Сега ония градове, които са се покланяли на Сяр, са се повдигнали в търговско и икономическо отношение, а Сяр е паднал. | “ |